# Pia Hollenstein
Pour les articles homonymes, voir Hollenstein.
Pia Hollenstein, née le 13 septembre 1950 à Libingen (originaire de Mosnang), est une personnalité politique suisse, membre des Verts.
Elle est députée du canton de Saint-Gall au Conseil national de novembre 1991 à juin 2006.

## Biographie

### Origines, enfance et famille
Pia Hollenstein naît le 13 septembre 1950 à Libingen, localité de Mosnang, dans le canton de Saint-Gall. Elle est originaire de la même commune.
Elle grandit dans une ferme du Toggenburg, dans une fratrie de neuf enfants. Son père est conseiller communal (législatif) démocrate-chrétien pendant des dizaines d'années.

### Études et parcours professionnel
Après une formation d'infirmière et un séjour en Papouasie-Nouvelle-Guinée, elle suit sur quatre ans un cours de théologie pour laïcs et se forme en 1984 et 1985 comme enseignante dans le domaine de la santé en école professionnelle. Elle enseigne à partir de 1985 à l'école d'infirmières de Saint-Gall, puis à partir de décembre 2009 à l'hôpital et EMS d'Appenzell,.
Elle obtient par la suite, en 2007, une maîtrise en éthique à l'Université de Zurich.

### Parcours politique
Après avoir adhéré aux Verts, elle est rapidement élue au Conseil communal (législatif) de Saint-Gall, où elle siège de 1989 à 1991.
Elle est élue au Conseil national le 20 octobre 1991 et y siège pendant quatre législatures, jusqu'à sa démission au 5 juin 2006. Elle y est membre de la Commission de la politique de sécurité (CPS) et, au surplus, de la Commission des affaires juridiques (CAJ) de fin 1995 à fin 1999 et de la Commission des transports et des télécommunications (CTT) de fin 1995 à la fin de son dernier mandat.
Elle est candidate en 1995 à l'élection complémentaire au Conseil de ville de Saint-Gall, mais échoue à faire entrer son parti à l'exécutif de la ville face à la candidate radicale (5965 voix contre 8466).
Elle est l'une des cofondatrices en 2016 de l'association Aînées pour le climat et membre de son comité.

### Positionnement politique
Elle fait partie de l'aile gauche de son parti et se profile sur les questions environnementales, les sujets féministes et les droits de l'homme.

## Film
- Trop chaud de Benjamin Weiss, KlimaSeniorinnen vs. Schweiz, film documentaire, 2025.